# Здание гимназии и реального училища К. И. Мая
Здание гимназии и реального училища К. И. Мая — памятник архитектуры. Расположен в Василеостровском районе Санкт-Петербурга, современный адрес дома — 14-я линия Васильевского острова, 39.
К 1907 году созданная в 1856 году школа собрала средства для приобретения участка земли и строительства здания. Ранее на участке были лишь деревянные дома, что облегчало задачу. Проект здания разработал Герман Гримм, окончивший школу в 1883 году.

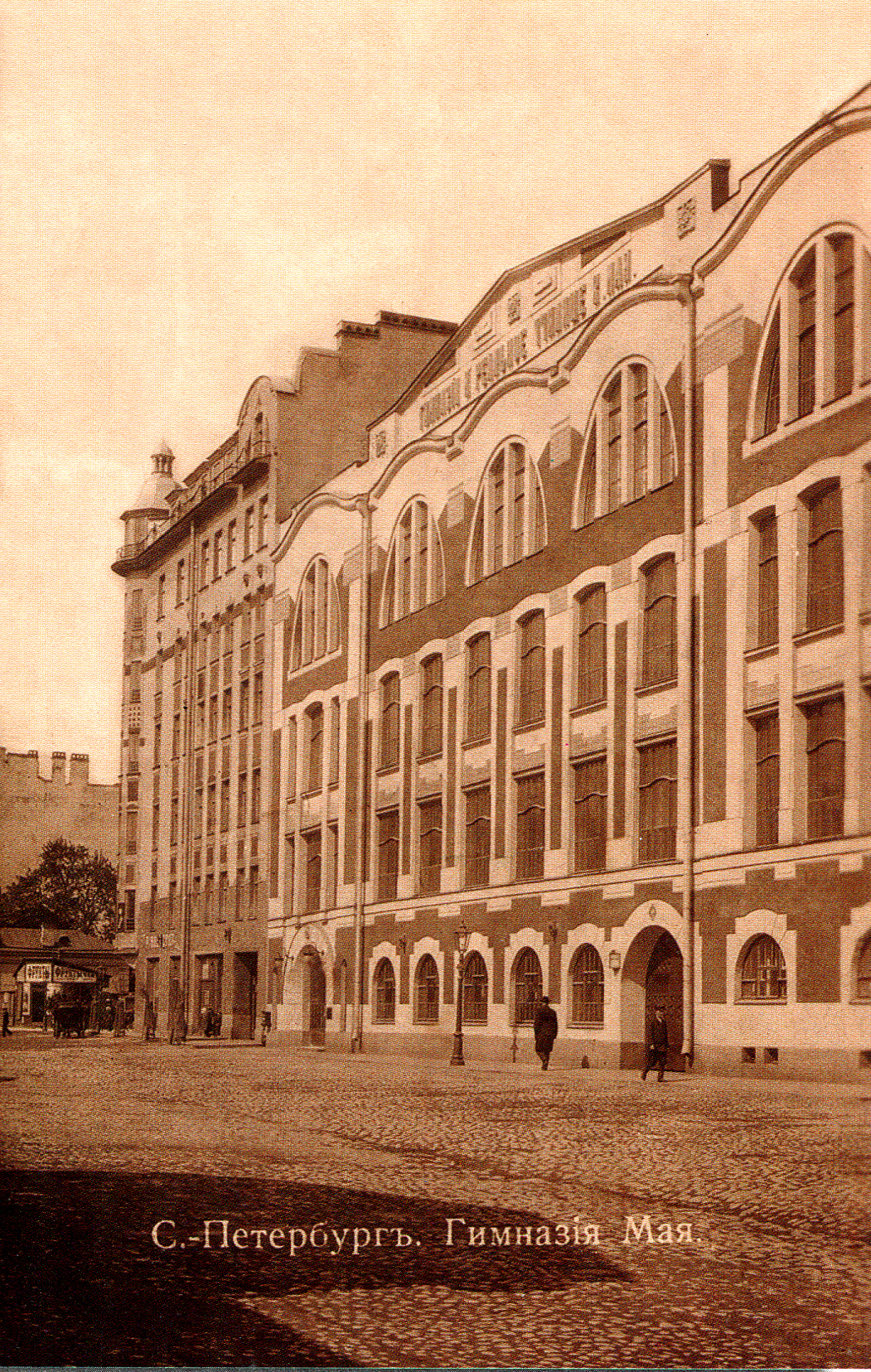
Исходный облик фасада здания

Первый проект относится к 1907 году. В нём здание уже имело 4 этажа и план в виде неправильной буквы П. Классы в изначальном проекте связывали не коридоры, а длинные залы — на втором этаже рекреационный и столовая, на третьем — спортивный зал, на четвёртом — актовый. На последнем этаже сделаны крупные параболические окна, первый этаж с учительской, канцелярией, комнатами служащих и кабинетом директора декорирован широкими архивольтами с плечиками, окна на нём полукруглые и невысокие; окна и там, и там напоминают аркаду. Окна третьего этажа трапециевидные. В сравнении с финальным вариантом 1909 года в изначальном варианте была повышена левая часть (финальный вариант симметричен, аттик-фронтон сместился по центру здания), над окнами 2 и 4 этажей были врезные балки, вместо полос «под шубу» тёмной шероховатой штукатуркой был покрыт только первый этаж, изменились формы заполнения окон. Со стороны двора виден цилиндрический эркер лестницы. Открытие нового здания на 600 учеников состоялось 31 октября 1910 года.
В сравнении с проектом 1909 года у современного здания изменён абрис филёнок, окна 3 и 4 этажа визуально связаны светлыми полосками; неизвестно, когда произошло это изменение. 12 июня 1912 года по проекту Гримма к дворовому крылу был пристроен четырёхэтажный корпус со спортивным залом.
Внутренняя отделка здания была скромной, но школа была обставлена мебелью усовершенствованной системы (фабрика А. Лютера). Интерьеры объединены мотивом арок. В арочных нишах верхней площадки парадной лестницы были установлены бюсты русских писателей. Ограждение лестницы сделано в прямых линиях, сочетаниях строек и прямоугольников. Кабинеты физики и рисования была построены в виде амфитеатров.

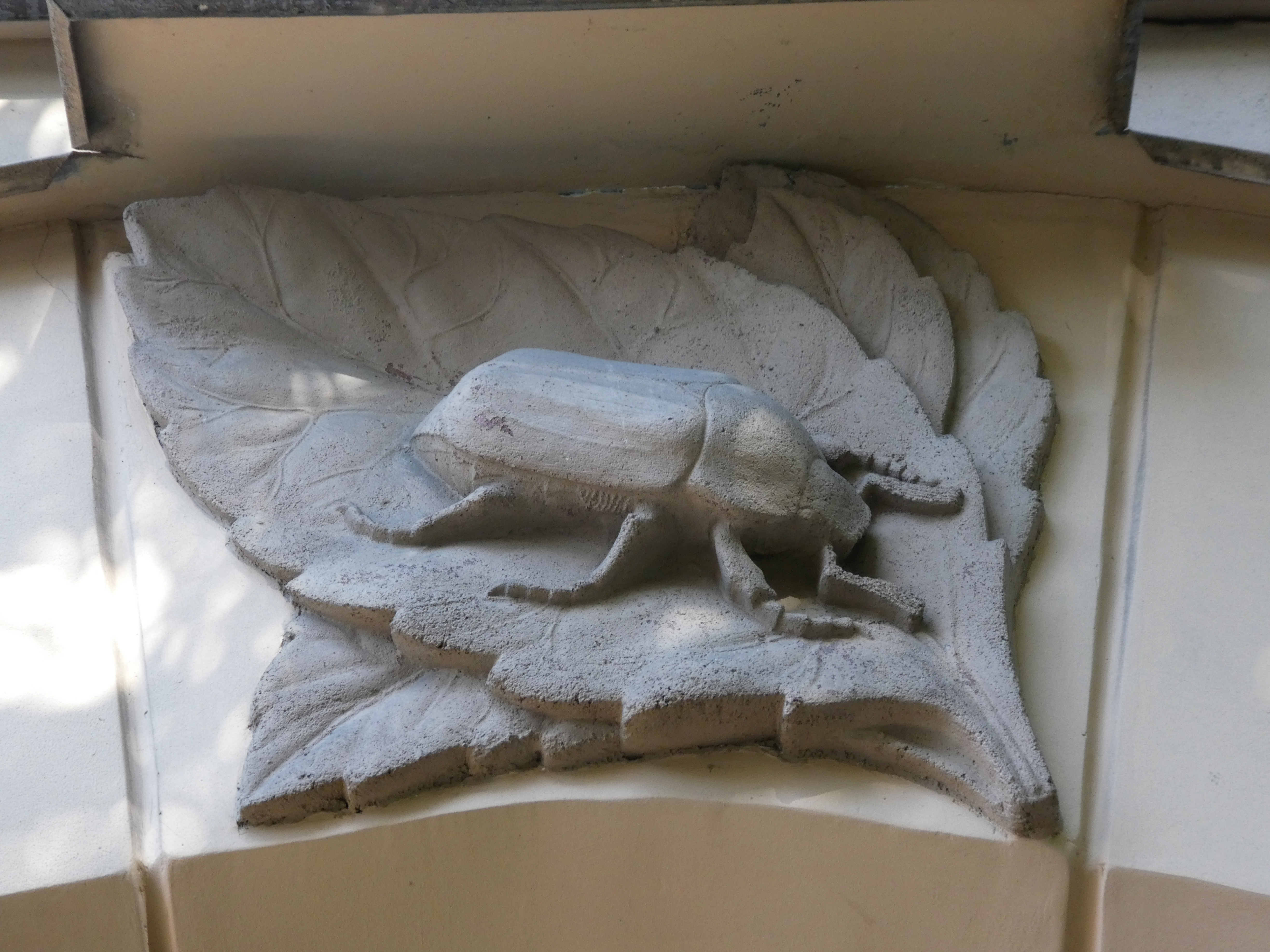

До 1976 года здание занимали школы; кабинеты и оборудование были уничтожены, залы и классы разделили перегородками. На 2017 год в здании расположен Санкт-Петербургский институт информатики и автоматизации РАН, с 1995 года открыт музей школы К. И. Мая и воссоздано над входом рельефное изображение символа гимназии, майского жука, сбитого после 1918 года.